# کورسک (سرزمین آلتای)
کورسک (به لاتین: Kursk) یک منطقهٔ مسکونی در روسیه است که در سرزمین آلتای واقع شده است.